# SN 1998eo
SN 1998eo – supernowa typu Ia odkryta 15 października 1998 roku w galaktyce A045615-0346. W momencie odkrycia miała maksymalną jasność 23,60m.